# Вельє (провінція Лечче)
Вельє (італ. Veglie, сиц. Eje) — муніципалітет в Італії, у регіоні Апулія,  провінція Лечче.
Вельє розташоване на відстані близько 500 км на схід від Рима, 130 км на південний схід від Барі, 18 км на захід від Лечче.
Населення — 14 298 осіб (2014).
Щорічний фестиваль відбувається 24 червня, у день спомину святого покровителя — Івана Хрестителя.

## Демографія
Населення за роками:

Станом на 1 січня 2023 року в муніципалітеті офіційно проживали 292 іноземці з 37 країн, серед них 83 громадяни країн Євросоюзу та 7 громадян України.

## Сусідні муніципалітети
- Кампі-Салентина
- Карм'яно
- Леверано
- Нардо
- Новолі
- Саліче-Салентино